# Brian Freeston
Sir Leslie Brian Freeston, né le 11 août 1892 à Londres et mort le 16 juillet 1958,, est un gouverneur colonial britannique.

## Biographie
Après des études au New College de l'université d'Oxford et après avoir pris part à la Première Guerre mondiale dans les tranchées du front de l'Ouest, il est employé par le Bureau des Colonies à partir de 1919,. Gouverneur des Îles-sous-le-Vent britanniques de 1944 à 1947, il est fait chevalier grand croix de l'ordre de Saint-Michel et Saint-Georges en 1945. Il les quitte lorsque le Bureau colonial prévoit de fusionner administrativement cette colonie avec les Îles-du-Vent britanniques du gouverneur Arthur Grimble. 
Gouverneur des Fidji de 1948 à 1952, il est confronté à l'inquiétude des Fidjiens autochtones face à la croissance démographique de la population d'origine indienne, et recommande publiquement à celle-ci de pratiquer le contrôle des naissances pour éviter les tensions inter-ethniques. Il représente le Royaume-Uni à la Commission du Pacifique Sud durant les premières années de celle-ci, et préside en 1950 à Nasinu (aux Fidji) la première conférence de dialogue consultatif associant des représentants des populations océaniennes colonisées et les représentants des puissances coloniales. Il devient le secrétaire général de la Commission de 1951 à 1954,,,.